# Martha Carey Thomas
Martha Carey Thomas (Baltimora, 2 gennaio 1857 – Filadelfia, 2 dicembre 1935) è stata un'educatrice e attivista statunitense per i diritti delle donne.

## Biografia
Martha Carey Thomas era figlia del medico quacchero James Carey Thomas e della riformatrice del movimento per la temperanza Mary Whitall. Sua zia era Hannah Whitall Smith, importante figura del quaccherismo che influenzò notevolmente la giovane Martha.
Una grave ustione contratta all'età di 7 anni costrinse Thomas a una lunga convalescenza, durante la quale coltivò l'amore per la letteratura. All'età di 15 anni si iscrisse alla Howland School di Union Spring, presso New York, dove iniziò a nutrire dubbi sulla sua fede quacchera, poi l'anno successivo intraprese gli studi all'Università Cornell, dove si laureò in studi classici nel 1877. Grazie all'influenza di suo padre riuscì a frequentare l'Università Johns Hopkins e a ricevere lezioni individuali per un titolo superiore dal classicista Basil Lanneau Gildersleeve, tuttavia la sua condizione di donna non le permise di frequentare i seminari e ciò la spinse a rinunciare agli studi dopo solo un anno.
Alla Johns Hopkins conobbe Mamie Gwinn Hodder, figlia del procuratore generale del Maryland e avvocato del consiglio direttivo della stessa università, e Mary Garrett, figlia di John Work Garrett, capo della Baltimore and Ohio Railroad. Le tre ragazze si unirono a Elizabeth King Ellicott, figlia di Francis T. King, presidente del consiglio direttivo del Johns Hopkins Hospital, e a Julia Rebecca Rogers per formare il Friday Night Club. Nel 1879 Thomas e Gwinn si iscrissero all'Università di Lipsia, istituzione che concedeva alle donne di frequentare i corsi ma non di conseguire una laurea. Nel 1882 Thomas conseguì un dottorato di ricerca summa cum laude all'Università di Zurigo.
Rientrata in patria, nel 1884 Thomas divenne preside del Bryn Mawr College, una scuola femminile quacchera fondata dalla sua famiglia. Ne fece un centro di studi cosmopoliti stabilendo standard di ammissione elevati, fondando una scuola di specializzazione e selezionando i migliori docenti formatisi all'estero e alla Johns Hopkins. La scuola, modellata sull'Università di Lipsia e sulla Johns Hopkins, aspirava a offrire la migliore istruzione di qualità alle sue studentesse. La stessa Thomas insegnava lingua inglese e Mamie Gwinn Hodder divenne la sua prima studentessa laureata e in seguito collaboratrice didattica. Le due donne vissero a lungo insieme, nonostante Thomas intrattenesse una relazione con Mary Garrett. Nel 1904 Gwinn sposò Alfred Hodder, docente del Bryn Mawr College. La storia del triangolo Thomas-Gwinn-Hodder avrebbe ispirato in seguito il racconto Fernhurst di Gertrude Stein.
Sotto la direzione di Thomas, il Bryn Mawr College si dotò di un'elegante composizione di residenze e di una biblioteca. Il tutto fu progettato da Walter Cope e da John Stewardson ed è uno dei primi e migliori esempi di gotico universitario negli Stati Uniti. Negli ultimi anni Thomas promosse nuovi programmi atti allo sviluppo infantile, al lavoro sociale e alla formazione industriale, il più importante dei quali fu forse la Summer School for Women Workers in Industry. Fondò inoltre la Naples Table Association, dedicata alle donne scienziate, e finanziò un premio per il miglior articolo scientifico redatto da una donna. La sua monografia Education of Women, pubblicata dal governo statunitense per l'Esposizione di Parigi del 1900, fu il principale testo che si batteva per l'istruzione superiore femminile. Le sue argomentazioni anticiparono notevolmente i temi della seconda ondata femminista degli anni sessanta del Novecento.
Thomas sostenne un'importante raccolta fondi per la National American Woman Suffrage Association e guidò la National College Equal Suffrage League. Il suo ideale di femminismo non si limitava al suffragio universale e alla parità di retribuzione, ma rivendicava la piena espressione delle donne nelle arti e la nozione di una cultura femminile distintiva. Tenne il suo ultimo discorso nel novembre 1935 in occasione del 50° anniversario del Bryn Mawr College, poco prima di morire.
Le è stato dedicato il cratere Thomas su Venere.